# Fanny and Alexander (opéra)
Fanny and Alexander est un opéra contemporain en deux actes, en langue anglaise, de Mikael Karlsson (en) sur un livret de Royce Vavrek (en), inspiré du film Fanny et Alexandre d'Ingmar Bergman. Il a été créé sur scène le 1er décembre 2024 au Théâtre de la Monnaie à Bruxelles.

## Création et accueil
C'est le fils du cinéaste, Ingmar Bergman Junior, qui propose en 2018 à Peter Caluwe, directeur du Théâtre de la Monnaie à Bruxelles, une adaptation du film semi-autobiographique de son père, Fanny et Alexandre (1982). La Monnaie passe commande, pour la saison 2024-25, à Mikael Karlsson, qui a déjà composé Melancholia, une autre adaptation cinématographique. Le compositeur s'associe à Michael P. Atkinson pour l'orchestration de l'œuvre et à Royce Vavrek pour l'écriture du livret en anglais.
La réalisation scénique est confiée à Ivo Van Hove qui développe ainsi son point de vue : « Pour moi, l’essence de l’opéra est le passage à l’âge adulte d’Alexandre. De la traditionnelle table de Noël au théâtre où joue son père, du milieu austère de l’évêque à l’univers magique d’Isak, l’ami juif de la famille, le garçon découvre des mondes opposés qui se confrontent, tout en apprenant à faire ses propres choix. ».
La Première remporte un grand succès mais est diversement appréciée par les critiques, qui saluent la mise en scène et la distribution mais se montrent plus circonspects quant à la composition musicale. Res Musica souligne « Cette partition nous a semblé longue – deux heures quarante !- et souvent pauvre rythmiquement (les interminables premières scènes du second acte), se jouant juste de quelques habiles leitmotive pour unifier le propos dans un univers polystyliste somme toute assez banal » tandis que Forum Opéra souligne « Dans sa structure, elle se présente comme une suite de climats sonores successifs, avec une orchestration lourde touchant souvent aux limites de la saturation, dont on perçoit mal la progression dramatique un peu confuse et qui laisse peu de place aux voix ».

## Rôles, tessitures et interprètes de la Première
| Rôle                     | Tessiture      | Distribution de la Première du 1er décembre 2024 (Direction musicale : Ariane Matiakh) |
| ------------------------ | -------------- | -------------------------------------------------------------------------------------- |
| Helena Ekdahl            | soprano        | Susan Bullock                                                                          |
| Oskar Ekdahl             | ténor          | Peter Tantsits                                                                         |
| Emilie Ekdahl            | soprano        | Sasha Cooke                                                                            |
| Fanny                    | soprano enfant | Lucie Penninck                                                                         |
| Alexander                | soprano enfant | Jay Weiner                                                                             |
| L'évêque Edward Vergerus | baryton        | Thomas Hampson                                                                         |
| Justina                  | soprano        | Anne Sofie von Otter                                                                   |
| Ismaël                   | contre-ténor   | Aryeh Nussbaum Cohen                                                                   |
| Aron                     | ténor          | Alexander Sprague                                                                      |
| Isak Jacobi              | baryton        | Loa Falkman                                                                            |
| Carl                     | baryton-basse  | Justin Hopkins                                                                         |
| Lydia                    | mezzo-soprano  | Polly Leech                                                                            |
| Gustav Adolf             | ténor          | Gavan Ring                                                                             |
| Alma                     | soprano        | Margaux de Valensart                                                                   |
| Paulina                  | soprano        | Marion Bauwens                                                                         |
| Esmeralda                | mezzo-soprano  | Blandine Coulon                                                                        |

Mise en scène de Ivo Van Hove

## Argument

### Acte 1
Noël chez les Ekdahl
Dans la salle à manger richement décorée, Helena la doyenne de la famille, attend le retour des siens qui se sont rendus aux festivités annuelles autour de la crèche. La famille tout entière arrive bientôt avec Oscar et Emilie et leurs enfants Fanny et Alexander, ainsi que les frères d'Oscar, Carl et Gustav Adolf, aux côtés de leurs épouses respectives, Lydia et Alma. La fête accueille également Isak Jacobi, un ami de la famille, amoureux d'Helena depuis de nombreuses années. Oscar tient un discours pour fêter noël tout en devenant cramoisi mais la famille ne se méfie pas, pensant qu'il a juste abusé de l'alcool. Mais quelques jours plus tard, Oscar répète pour sa pièce Hamlet sous le regard de ses enfant, porte soudain la main à son coeur et décède foudroyé par une crise cardiaque. Emilie, bouleversée, accepte les propositions de mariage de l'évêque de la ville et quitte la famille. Ce faisant, elle prive brutalement les jeunes Fanny et Alexandre de l'entourage chaleureux et fantasque des Ekdahl pour partir vivre dans l'austère maison de son nouvel époux, très strict en matière de discipline. il fixe des règles sévères et rigides auxquelles les enfants ne sont pas préparés. Le nouveau personnage de Justina, la gouvernante de l'évêque qui partage ses conceptions disciplinaires, renforce leurs peurs et leurs craintes devant autant  brutalité. Lorsqu'Alexander se vante auprès de Justina d'avoir vu les fantômes des deux petites filles mortes noyées de l'évêque, il reçoit un châtiment corporel violent et est enfermé au grenier alors que sa mère est absente. Quand elle revient, elle est atterrée par le sort fait à ses enfants.

### Acte 2
Emilie voudrait fuir mais la loi donnerait la garde de ses enfants à l'évêque. Elle demande alors à Isak de tenter de tromper l'évêque pour pouvoir emmener Fanny et Alexander à son insu. À l'aide d'un grand coffre en bois dans lequel il les cache, Isak réussit à conduire chez lui, un monde fantastique de marionnettes et de magie théâtrale. C'est là qu'Alexander rencontre l'un des deux fils d'Isak, Aron, et apprend l'existence de son autre fils, Ismaël, un personnage énigmatique doté de pouvoirs mystiques qui le conduisent à mener une vie solitaire. Alors que Fanny et Alexander sont en sécurité chez Isak, l'évêque fait appel à Carl et Gustav Adolf dans l'espoir de récupérer ses beaux-enfants, en vain. Tard dans la nuit, Alexandre se lève pour aller aux toilettes et se retrouve en compagnie d'Ismaël. Tous deux ont une communion spirituelle où Alexandre donne libre cours à sa haine envers son beau-père. Emilie drogue alors l'évêque et s'échappe à son tour pour rejoindre ses enfants. L'évêque renverse accidentellement une lampe à pétrole, mettant le feu à sa demeure dans laquelle il meurt.
Des mois plus tard, les Ekdahl forment à nouveau une famille, accueillant Émilie, Fanny, Alexander et un nouveau bébé.

## Instrumentation et technique musicale
2 Flûtes (I = Basse Flûte, II = Alto Flûte, Piccolo)- 2 Hautbois (II = cor anglais) - 2 Clarinettes en sib (II = Clarinettes basses en sib)- 2 Bassons (II = Contrebasson)- 4 cors en Fa)- 2 Trompettes in do (I, II = Bugles in sib) - 2  trombones ténors - Trombone basse - Tuba - Timballes - Percussion (2 instrumentistes) -  clavier d'échantillonnage - Piano à queue - Harpe - Cordes.
Les chanteurs solistes sont tous sonorisés. La partition utilise une bande son préenregistrée synchronisée avec un signal, déclenché par le clavier. Un casque audio approprié est requis pour que le chef d'orchestre puisse entendre le signal.
Le compositeur explique son recours à la technique surround en ces termes : « Il y a d’abord les synthétiseurs, joués en direct par un claviériste. Il y a ensuite les samples pré-composés que celui-ci peut envoyer dans la salle via la sonorisation. Et enfin, les back tracks, des pistes électroniques activées à des moments-clés par l’équipe audio. Ainsi le spectateur va de surprise en surprise, ce qui l’incite à prêter l’oreille avec encore plus d’attention. ».